# Ciutat d'Albaida
El club de pilota valenciana Ciutat d'Albaida és una entitat esportiva del municipi d'Albaida, dedicat al foment i a la pràctica de les diverses modalitats de la pilota valenciana. Fou fundat el 2005, sota la direcció d'Antoni Albert Durà. També disposa d'una escola de pilota per formar als més menuts en l'esport de pilota a raspall.